# 哈尔贝格莫斯
哈尔贝格莫斯是德国巴伐利亚州的一个市镇。总面积35.07平方公里，总人口9554人，其中男性4977人，女性4577人（2011年12月31日），人口密度272人/平方公里。